# Поліщук Любов Григорівна
Любо́в Григо́рівна Поліщу́к (рос. Любовь Григорьевна Полищук; *21 травня 1949, Омськ, СРСР — †28 листопада 2006, Москва, Росія) — радянська і російська акторка театру і кіно. Заслужена артистка РРФСР (1986). Народна артистка Росії (1994).

## Біографічні відомості
Народилася 21 травня 1949 р. в Омську. Закінчила Державний інститут театрального мистецтва (1984). Грала у Московських театрах.
Знялась в українських фільмах: «Вавилон XX» (1979, Мальва), «Якщо можеш, прости...» (1984, Даша), «Тільки в мюзик-холі» (1985, т/ф), «Ціна голови» (1991), «Медовий місяць» (1991, «Панорама» (Київ), реж. С. Іванов), «Дафніс і Хлоя» (1992, Клеариста), «Стамбульський транзит» (1993), «Ледарі» (2002), «Снігове кохання, або Сон у зимову ніч» (2003, т/ф).
Померла 28 листопада 2006 року в Москві після затяжної хвороби (саркома хребта), похована на Троєкурівському цвинтарі.

## Фестивалі та премії
- 1978 — Перша премія Всеросійського конкурсу артистів естради (читала монологи Михайла Жванецького)
- 1990 — Лауреат призу кінофестивалю в Сан-Франциско: за найкращу жіночу роль (фільм «Любов з привілеями»)
- 1992 — Приз за найкращу жіночу роль на кінофестивалі ігрових фільмів у Флориді (за роль Ірини Ніколаєвої у фільмі «Любов з привілеями»)
- 1999 — Лауреат театральної премії «Чайка» у номінації «Найкрасивіша та найстильніша актриса року»

## Фільмографія
- «Бенефіс Сергія Мартінсона» (1974, фільм-спектакль; виконує пісню «Три серця»)
- «Сторінками Сатирикона-2» (1974, фільм-спектакль; актриса Любарська)
- «Шпак і Ліра» (1974, дівчина на прийомі у баронеси (немає в титрах)
- «Чарівний ліхтар» (1976, контрабандистка)
- «12 стільців» (1976, танцівниця; реж. М. Захаров)
- «Золота міна» (1977, Лариса, подруга Косова)
- «Юлія Вревська» (1977, Люба, сестра милосердя (немає в титрах)
- «Сім'я Зацепіних» (1977, Наташа, дочка Зацепіних)
- «Дуенья» (1978, Діана, дружина Педро)
- «31 червня» (1978, міс Куїні, господиня «Вороного коня» (вокал — Жанна Рождественська)
- «Квітка запашна прерій» (1979, фільм-спектакль; Жанна)
- «Вавилон XX» (1979, Мальва; Кіностудія ім. О. Довженка, реж. І. Миколайчук)
- «Той самий Мюнхгаузен» (1979, Маленька Берта, співачка; реж. М. Захаров)
- «Постріл у спину» (1979, Олена Миколаївна Ваніна, дружина підпільного артільника)
- «У моїй смерті прошу звинувачувати Клаву К.» (1979, мати Клави)
- «Клуб самогубців, або Пригоди титулованої особи» (1979, Жаннетт)
- «Білий ворон» (1980, Нестерова)
- «Велика — мала війна» (1980, Маруся)
- «Незрівняний Наконечников» (1980, к/м; фанатка Едуардова)
- «Тільки в м'юзік холі» (1980, Тетяна Федорівна; Одеська кіностудія)
- «Відпустка за свій кошт» (1981, дівчина в пиріжковій)
- «На чужому святі» (1981, камео)
- «Езоп» (1981, Клея)
- «Крадіжка» (1982)
- «Не заплачу!» (1983, фільм-спектакль; донна Кончетта Куальоло)
- «Я готовий прийняти виклик» (1983, кохана отамана)
- «Люди і дельфіни» (1983—1984, глядачка у дельфінарії (немає в титрах); Київнаукфільм)
- «Таємниця „Чорних дроздів“» (1983, Адель Фортеск'ю)
- «Якщо можеш, прости...» (1984, Даша, колишня дружина Якова; Кіностудія ім. О. Довженка)
- «Виграш самотнього комерсанта» (1984, Бамбарелла)
- «Дикий вітер» (1985)
- «Змієлов» (1985)
- «Золота рибка» (1985, Саллі Вуд, охоронець)
- «Замах на ГОЕЛРО» (1986, Анна Маринова)
- «Потрібні люди» (1986, тренер з аеробіки)
- «Християни» (1987, Пелагея Караулова)
- «Раз на раз не випадає» (1987, Смирнова)
- «Подія в Утіноозьорську» (1988, Зоя Миронівна Жгульєва)
- «Презумпція невинності» (1988, Зоя Болотникова, співачка, заслужена артистка РРФСР)
- «Енергійні люди» (1988, фільм-спектакль; Соня)
- «Шуліки здобутком не діляться» (1988, Марія Жосан, голова сільради)
- «Любов з привілеями» (1989, Ірина Василівна Ніколаєва)
- «Я в повному порядку» (1989, Віра Костянтинівна)
- «Посвячений» (1989, мати)
- «Інтердівчинка» (1989, Зіна Мелейко; реж. П. Тодоровський)
- «Санітарна зона» (1990, тов. Боброва, Любов Григоровна)
- «Бабій» (1990, Інна)
- «Моя морячка» (1990, виконавиця ламбади)
- «Прийшов чоловік до жінки» (1990, фільм-вистава; Діна Федорівна; реж. Й. Райхельгауз)
- «Фуфло» (1990, Ольга Цвєткова)
- «Папашка і мем» (1990, Марина Михайлівна)
- «Сім'янин» (1991, Ліза)
- «Медовий місяць» (1991, «Панорама» (Київ), реж. С. Іванов)
- «Терористка» (1991, Ольга)
- «Щен із сузір'я Гончих Псів» (1991, мати Ліди)
- «Вербувальник» (1991, Зінаїда Павлівна Новікова)
- «Бабій 2» (1992, Любов Карлівна)
- «Ціна голови» (1992, Шарлотта; Кіностудія ім. О. Довженка)
- «Тут хтось був» (1992, короткометражний)
- «Новий Одеон» (1992, балерина/дружина Бакланова)
- «Стамбульський транзит» (1992, Ольга Борисівна; Студія «Ч» (Київ, Україна)
- «А чом-то ти у фраку?»/ рос. «А чой-то ты во фраке?» (1992, фільм-спектакль; Наталія Степанівна Чубукова; реж. Й. Райхельгауз)
- «Ваші пальці пахнуть ладаном» (1993, Надія Чекригіна)
- «Дафніс і Хлоя» (1993, Клеарісто)
- «Скандал у нашому Клошмісті» (1993, Вобла)
- «Дон Кіхот і Дон Жуан» (1994, фільм-спектакль; Дульсінея Тобоська)
- «Третій не зайвий» (1994, Люба, офіціантка)
- «Гра уяви» (1995, Рита)
- «Ширлі-мирлі» (1995, Дженніфер, дружина посла США, збирачка російського фольклору)
- «Імпотент» (1996, «Пожежна команда»)
- «Сторінки театральної пародії» (1996, Ісідорська, примадонна / Вампука / Гвоздинська)
- «Королі російського розшуку» (1996, Анастасія Муравйова)
- «Зоряна ніч у Камергерському» (1997, «Лайза Міннеллі» (номер на тему фільму «Кабаре»)
- «Дар Божий» (1998, к/м; Олена Костянтинівна)
- «Кадриль» (1999, Ліда Звягінцева)
- «Ультиматум» (1999, лікар районної поліклініки)
- «Агент у міні-спідниці» (2000, Ніна)
- «Гра на виліт» (2000, Галина Дорофіївна)
- «Лицарський роман» (2000, імператриця Ірина)
- «Тихі вири» (2000, Поліна Сергіївна (дружина Каштанова); реж. Е. Рязанов)
- «День святого Валентина» (2000, Люба)
- «Герой її роману» (2001, Поліна)
- «Ми зробили це!» (2001, Люба, співачка)
- «Ідеальна пара» (2001, Діана)
- «Ледарі» (2002, міністерша; Україна)
- «Син невдахи» (2002, Любов)
- «Персики та Перчики. Куртуазні історії» (2003, мадам Вальтер)
- «Герой нашого племені» (2003, мати ведучого)
- «Скарби мертвих» (2003, пустельниця)
- «Російські амазонки-2» (2003, Катерина Володимирівна Воронівська)
- «З новим роком! З новим щастям!» (2003, Алла Родіонова)
- «Снігове кохання, або Сон у зимову ніч» (2003, Ольга Михайлівна, мати Ксенії, лікарка; Україна)
- «Надія йде останньою» (2004, Муза)
- «Хресний син» (2004, Аліса Германівна, актриса)
- «Про кохання за будь-якої погоди» (2004, кореспондентка телеканалу)
- «Обережно, Задов!» (2004—2005, Ольга, дружина прапорщика Приходька)
- «Вбити коропа» (2005, Лідія Михайлівна)
- «Зірка епохи» (2005, т/с; Клавдія Плавнікова)
- «Найкрасивіша» (2005, Кіра, мати Нонни)
- «Тайський вояж Степанича» (2006, Люся Окопова)
- «Моя прекрасна нянька» (2004—2006, Любов Григорівна Прутковська)
- «Іспанський вояж Степанича» (2006, Люся Окопова)